# 7 (tal)

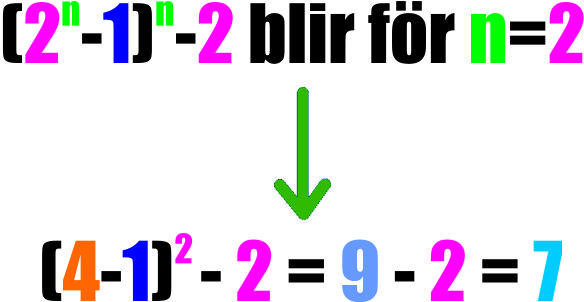
7 är ett caroltal, det andra i ordningen.

7 (sju (fil)) är det naturliga heltalet som följer 6 och som följs av 8.

## I matematiken
- 7 är ett udda tal.
- 7 är det fjärde primtalet.
- 7 är ett defekt tal.
- 7 är ett Lucastal.
- 7 är ett mersenneprimtal.
- 7 är ett Mersennetal.
- 7 är ett Armstrongtal.
- 7 är ett Caroltal.
- 7 är ett kvadratfritt tal.
- 7 är ett Kyneatal.
- 7 är ett Woodalltal.
- 7 är ett heptagontal.
- 7 är ett hexagonalt pyramidtal.
- 7 är ett palindromtal i det decimala talsystemet.
- 7 är ett palindromtal i det binära talsystemet.
- 7 är ett palindromtal i det senära talsystemet.
- 7 är ett Tribonaccital.
- 7 är ett centrerat hexagontal.

## Inom vetenskapen
- Kväve, atomnummer 7
- 7 Iris, en asteroid
- M7, öppen stjärnhop i Skorpionen, Messiers katalog

## I kulturen
Talet 7 har alltid betraktats som speciellt. Veckans sju dagar, världens sju underverk, regnbågens sju färger, de sju dödssynderna, osv. Det sägs till och med att Newton lade till färgen indigo till sin beskrivning av spektrumet för att få det till just sju färger.
Även inom skönlitteraturen har talet 7 haft en speciell roll. Snövits sju dvärgar, de sju horrokruxerna i Harry Potter, osv.
Siffran sju är heliga i den iranska religionen zoroastrismen, vilket härrör från Ahura Mazda och de sex Amesha Spenta. Iranier lägger därför fram sju ting på sin nyårsduk i samband med nouruz.